# Carnaval de Juiz de Fora
Carnaval de Juiz de Fora é um evento municipal que remete às origens históricas da cidade. Atualmente, seguindo grande parte do Sudeste brasileiro, o ponto alto do Carnaval da cidade são as escolas de samba

## História
Desde o surgimento de Santo Antônio do Paraibuna, a forma de brincar no carnaval foi agregada aos moradores. O tradicional entrudo, animava os foliões. tendo seu caráter de mau gosto com algumas brincadeiras hostis, mas, ainda assim, não chegou a apresentar grau de violência encontrado. Muito criticado, o jornal O Farol noticiou o fim do entrudo em Juiz de Fora. em 1889 foi criado o Valapuquistas, clube da grande sociedade, que se apresentava com cinco carros abertos. Tal prática erá nos anos 30 e anos 40 consistia em carros conversíveis de marcha lenta, quase colado ao outro, formando um imenso cortejo que praticamente amarrava uns aos outros sobre serpentinas
Nos anos 60, costumes da época do nascimento das primeiras escolas de samba foram transformados. As batalhas de confete não mais aconteciam e a diversão passou a ser os ensaios de quadra. A partir daí, inicia-se a rivalidade entre as escolas, que diz respeito ao enredo e aos elementos de cada um. Em 1984 os rumos do Carnaval começaram a mudar. Embora um projeto de mudar a fórmula do carnaval da cidade, com mais opções e apenas um dia de desfile. pra isso a FUNALFA, com receio de inovar decidiu não realizar nenhuma mudança. Na tentativa de captar recursos, as escolas de samba realizavam batalhas de Confetes. a crise financeira, além de afetar como de praxe as escolas, agora afetava também os clubes, que em sua maioria não realizou bailes este ano.
Em 1986, muitas das escolas mais tradicionais do primeiro grupo não desfilaram, o que contribuiu para o enfraquecimento do desfile. Ainda assim, a população tomou as ruas da Avenida Rio Branco, divertindo-se emtrios elétricos e desfiles de fantasia em carro aberto. essa situação aconteceu devido a crises internas nas agremiações. atualmente, com a organização da LIESJUF-Funalfa, as escolas voltaram a crescer como dar espaço a projetos de inclusão social, além do resgate do concurso de fantasias. no ano de 2012, os desfiles das escolas de samba passaram a ser em dois grupos (A e B), excluindo assim o grupo C. além também da extinção do desfile das campeãs. mas entretanto desfile das campeãs foi mantido com a campeã do Grupo B mais a terceira colocada, vice-campeã e a campeã do Grupo Principal.
Em 2014, no intuito de dar mais visibilidade ao desfile, seguirá nos moldes do que e feito Carnaval de Vitória: antes dos carnaval normal. sendo que com essa mudança, não se terá mais o desfile das campeãs e a apuração será no domingo, dia depois da realização desse desfile.
Devido a não realização do carnaval de 2018, com o impasse entre LIESJUF e Funalfa. a então liga deixou de gerir o desfiles. passando a LIESB que gere os desfiles, fora o Grupo Especial e Série A a coordenar todo o Carnaval Juizforano.